# Mezőzombor
Mezőzombor ist eine Gemeinde im Komitat Borsod-Abaúj-Zemplén.

## Geografische Lage
Mezőzombor liegt im Norden Ungarns, 41 Kilometer vom Komitatssitz Miskolc entfernt.
Nachbargemeinden sind Mád 8 km und Tarcal 10 km.
Die nächste Stadt Szerencs ist 7 km von Mezőzombor entfernt.

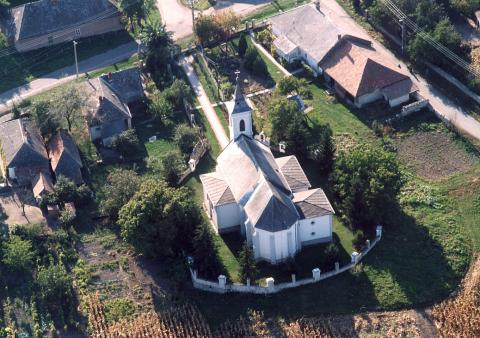
Luftaufnahme: Mezőzombor – Kirche